# Пецка (Осечина)
Пецка је насеље у Србији у општини Осечина у Колубарском округу. Према попису из 2011. у Пецкој живи 451 становник (према попису из 2022. био је 373 становник).
У Пецкој постоји Основна школа „Војвода Мишић”, међу најстаријим школама у Подгорини и Азбуковици, основана 1841. године. Затим, Дом здравља "Др Херберт Краус и Др Цветко Томић", основан 1934. године као Здравствена задруга, који је своје звездане тренутке достигао 70-их и 80-их година 20. века, као најпознатији и најбољи дом здравља у читавој тадашњој Југославији. Ту је још и Земљорадничка задруга „Пецка“ која је претходних година била највећи произвођач суве шљиве у Колубарском округу.
Овде се налази Црква - спомен костурница Успења Пресвете Богородице из 1934. године, у чијој порти је био сахрањен Владислав Рибникар, оснивач листа „Политика”, до преношења у породичну гробницу на Новом гробљу у Београду.

## Историја
Професор и антропогеограф Љуба Павловић, обилазећи Азбуковицу и Подгорину у два маха (1908-1914 и 1920-1926) записао је:
"Пецка је на ставама Мрчанице и Царинке с речицом Пецком. На ставама ових речица, докле је било мало више шуме по брдима, биле су добре луке и зиратне земље; данас су знатним деловима поплављене шљунковима и песковима или сасвим уништене. Пецка по положају личи на штампано писмо Т. Попречна црта је улица низ Мрчаницу, а уздужна са средине право школи. С једне и друге стране су куће, кафане и радње, доста збијене а има и празнина.
Пецка је ново насеље. До 1863. год. на Мрчаници под Богданићем, био је некакав турски хан, који су подизали и о свом трошку одржавали неки богати Турци Сокољани. Тај је хан по изгнању Турака Сокољана припао општини царинској и ова га је срушила и на његовом месту подигла и досада одржала прописну механу, уз коју је судница општине царинске. Хан је био од велике користи Соколу. Путници који су путовали пешке или на коњима за Соко или куда даље, морали су ту застајати и одмарати се. Уз хан су биле и понеке занатлије које би биле од велике користи путницима, а то су: ковачи, поткивачи и екмешчије. Сви су они били и у хану и били Турци. Тек ослобођењем почели су се Турци повлачити у Соко и ређе отуда излазити.
У 1863. год. хан су држали наши. Први досељеник са стране, који се овде стално настани, био је Величко Илић, родом из једног села близу Софије. Он је дотле био у Ваљеву, био на занату бојаџијском и као такав доселио се, да ради свој занат. Илић је врло добро успео у свом занату, али је поред бојења држао и дућан где је продавао све трговачке артикле. Он је био онда, кад у Пецкој осим хана није било ниједне куће, он је радио и дању и ноћу да још кога привуче, те је и са стране и из суседних села једног по једног увлачио и створио данашњу варошицу, која се стално шири и попуњава придоласком сељака, трговаца и занатлија."

### Период до Првог светског рата
Пецка се, у другој половини 19. и првој половини 20. века развијала као занатски и трговачки центар околних села (Бастав, Гуњаци, Царина, Скадар, Драгодол, Коњиц и Лопатањ). Пецка са околином тада је била део Азбуковачког среза са седиштем у Љубовији. Азбуковачки срез био је део некадашње Соколске нахије. У Соко Граду, удаљеном свега 15-так километара од Пецке, Турци су се задржали све до 1867. године. Све до 50-тих година 20. века Пецка је била и општина, пре Другог светског рата у саставу Азбуковачког среза, а након тога у саставу Подгорског среза.
Око школе и административних зграда временом се развијало насеље које је постепено добијало све карактеристике урбаног насеља. Због тога су јануара 1872. године мештани Пецке одржали збор на којем су изразили жељу да се Пецка прогласи варошицом. Поводом овог захтева, начелник Азбуковачког среза се 23. јула 1873. године писмено обраћа Начелству Подрињског округа. Жеља да се Пецка прогласи варошицом остварена је тек након тридесетак година. Група виђенијих грађана Пецке, после династичке промене на престолу Србије 1903. године, поново покреће иницијативу, која је овога пута била успешна. Указом ЊКВ краља Петра Првог Карађорђевића, донетим 24.децембра 1904. године, а објављеним 9. јануара 1905. године у "Српским новинама", Пецка бива проглашена варошицом, што је по тадашњим законима носило одређена права и привилегије њеним становницима. Текст Указа гласи:
Ми Петар, по милости Божијој и вољи народној Краљ Србије, на предлог нашег Министра унутрашњих дела, а на основу чл. 6 Закона о местима, решили смо и решавамо:
Да се заселак Пецка, који припада селу Царини, општина Царинска, у срезу Азбуковачком, округа Подринског, по изјављеној жељи њених становника, прогласи за варошицу под именом Пецка, с тим да ова нова варошица остане и даље у саставу општине Царинске, у истом срезу и округу.
Наш министар унутрашњих дела нека изврши овај указ.
24. децембра 1904. године у Београду.
Њ. к. в. Петар, краљ Србије и министар унутрашњих дела, Стојан М. Протић.

### Пецка у Првом светском рату
У току Првог светског рата, због близине реке Дрине (22 км) и важног путног превоја Прослоп (619 мнв.), Пецка је имала важан стратешки положај, па је у згради школе у Пецкој био је смештен штаб Моравске дивизије и болница за рањенике са Гучева, Мачковог камена и Рожња. Један од рањеника са Рожња у тој болници био је и Владислав Рибникар, оснивач листа "Политика". Рањен је у борбама на Петриној стени крајем августа 1914. године, а преминуо 1. септембра 1914. године у болници за рањенике смештеној у згради школе у Пецкој. Капетан Владислав Рибникар сахрањен је на тадашњем војничком гробљу које се налазило у дворишту школе, да би након Првог светског рата, његови и посмртни остаци осталих сахрањених српских бораца били премештени у спомен костурницу у порти православне цркве у Пецкој. Након Другог светског рата његови посмртни остаци премештени су у породичну гробницу у Београду. Данас се у порти Цркве налази гробни белег са епитафом.
Након повлачења српске војске преко Албаније, и Пецка доживљава судбину сличну осталим деловима Србије. Бива опустошена и разорена од стране Аустроугарског освајача и цео крај скоро потпуно замире. Привредни живот практично не постоји, школа обуставља рад у периоду 1915-1919. О последицама и размерама страдања током Првог светског рата говори и податак да је у школи у Пецкој 1914. године било преко 200 ђака, да би тај број пет година касније, 1919. године, једва достигао 120, и то са ђацима узраста од 7 до чак 18 година, јер су морале да се надокнаде четири пропуштене године.

### Период између два светска рата
Након Првог светског рата, Пецка се постепено обнавља. Поново се отварају занатске, трговинске и угоститељске радње. Обнавља се и настава у школи. Велику сметњу у развоју Пецке у овом периоду представљала је неразвијена инфраструктура. Путеви су били у веома лошем стању. Сви су били макадамски или земљани. Главни путни правци (бановински путеви) су били: Пецка - Љубовија преко превоја Прослоп, Пецка - Ваљево преко превоја Ива, Пецка - Осечина преко превоја Богданић и Пецка - Бела Црква преко Рађевских Става. Зими су путни правци преко превоја често били непроходни. Други проблем су представљале плаховите и бујичне реке и потоци на којима је изграђена Пецка. Оне су често плавиле варошицу наносећи велике материјалне штете. Позната је поплава из 1923. године, када су реке Пецка и Царинка поплавиле Пецку. Посебно је запамћена поплава из 1926. године, када је мали поток Мрчаница набујао одневши главне улице и неколико кућа у Пецкој.
У овим условима привредни живот је ипак напредовао. Тако је средином 1920-тих година у Пецкој било преко 40 занатских, трговинских и угоститељских радњи. Било је, практично, свих занатлија: ковача, поткивача, сарача, опанчара, ћурчија, бојаџија, абаџија, пекара, месара, вуновлачара. Био је и знатан број трговинских и угоститељских радњи, које су се развијале уз занатске радње.
И друштвени живот у Пецкој између два рата се постепено развијао. Школа је обновила рад 1919. године и, временом, постала носилац културног развоја и живота Пецке. У овом периоду школа је била четвороразредна и чиниле су је школе у Пецкој, Гуњацима (од 1919. г.) и Драгодолу (од 1924. г.).
Године 1923. основан је фудбалски клуб "Рибникар", као један од првих фудбалских клубова у тадашњој Краљевини СХС. Са краћим прекидима, овај фудбалски клуб постоји до данашњег дана. Због малог броја фудбалских клубова, у то време су се углавном одигравале пријатељске утакмице. Фудбалски терен првобитно је био на простору данашњег Дома здравља, на плацу званом "Вашариште". Изградњом зграде Здравствене задруге, средином 30-тих година 20-тог века, фудбалски терен се сели на простор данашње хладњаче Земљорадниче задруге "Пецка", који се звао Вучковача. То је била полумочварна лука крај плаховитог потока Мрчанице, која је често плавила терен.
Године 1926. основано је Хуманитарно просветно културно друштво "Рибникар", у оквиру којег се посебно истицало Дилетантско (аматерско) позориште, које је изводило своје представе, како у Пецкој, тако и у околним местима. Нарочито је био запажен наступ у Ваљеву 24. јануара 1931. године. Чланак о овом наступу објављен је и у "Гласу Ваљева", 1. фебруара 1931. године. Тадашњи председник друштва је био учитељ Милан Пинтарић, један од његових оснивача.
На молбу грађана Пецке, од 25. априла 1925. године, одобрено је отварање Женске занатске школе, која је радила две године. Престала је са радом 1927. године због недостатка средстава, простора и малог броја ученица.
Године 1934. основана је Здравствена задруга, као зачетак будућег Дома здравља. Године 1936. на плацу званом "Вашариште", уступљеном од стране школе у Пецкој, изграђена је зграда Здравствене задруге у којој је и данас смештен Дом здравља и апотека. Један од првих лекара при Здравственој задрузи од 1938. године био је и др Херберт Краус, послератни министар здравља у влади ФНРЈ и начелник ВМА. У Пецкој му је била прва лекарска служба, након одслужења војног рока.
У овом периоду Пецка је била општина у Азбуковачком срезу, а од 1929. године у саставу Дринске бановине.

## Галерија
- Панорама Пецке
- Зграда школе
- Споменик борцима НОБ-а и жртвама рата
- Споменик др Херберту Краусу и др Цветку Томићу
- Спомен црква и костурница
- Споменик ратницима Моравске дивизије II позива у порти цркве

## Демографија
У насељу Пецка, према попису из 2011. године, живи 451 становник (209 мушког и 242 женског пола), од тога 380 пунолетних, а просечна старост становништва износи 42,3 година (42,9 код мушкараца и 41,7 код жена). У насељу има 156 домаћинстава, а просечан број чланова по домаћинству је 2,89.
Ово насеље је великим делом насељено Србима (према попису из 2011. године), а у последњем попису забележен је пад броја становника за 10% у односу на претходни попис.
|  |

| Демографија | Демографија | Демографија |
| Година      | Становника  | Становника  |
| ----------- | ----------- | ----------- |
| 1948.       | 214         |             |
| 1953.       | 216         |             |
| 1961.       | 276         |             |
| 1971.       | 285         |             |
| 1981.       | 429         |             |
| 1991.       | 469         | 464         |
| 2002.       | 501         | 504         |
| 2011.       | 451         |             |

| Етнички састав према попису из 2002.‍ | Етнички састав према попису из 2002.‍ | Етнички састав према попису из 2002.‍ | Етнички састав према попису из 2002.‍ | Етнички састав према попису из 2002.‍ |
| ------------------------------------ | ------------------------------------ | ------------------------------------ | ------------------------------------ | ------------------------------------ |
|                                      |                                      |                                      |                                      |                                      |
| Срби                                 | Срби                                 |                                      | 499                                  | 99,60%                               |
| Муслимани                            | Муслимани                            |                                      | 1                                    | 0,19%                                |
| непознато                            | непознато                            |                                      | 0                                    | 0,0%                                 |

| Година пописа     | 1948. | 1953. | 1961. | 1971. | 1981. | 1991. | 2002. |
| ----------------- | ----- | ----- | ----- | ----- | ----- | ----- | ----- |
| Број домаћинстава | 58    | 61    | 81    | 100   | 150   | 145   | 160   |

| Број чланова      | 1  | 2  | 3  | 4  | 5  | 6  | 7 | 8 | 9 | 10 и више | Просек |
| ----------------- | -- | -- | -- | -- | -- | -- | - | - | - | --------- | ------ |
| Број домаћинстава | 28 | 29 | 32 | 48 | 11 | 12 | 0 | 0 | 0 | 0         | 3,13   |

| Пол    | Укупно | Неожењен/Неудата | Ожењен/Удата | Удовац/Удовица | Разведен/Разведена | Непознато |
| ------ | ------ | ---------------- | ------------ | -------------- | ------------------ | --------- |
| Мушки  | 193    | 51               | 130          | 10             | 2                  | 0         |
| Женски | 229    | 63               | 129          | 31             | 6                  | 0         |
| УКУПНО | 422    | 114              | 259          | 41             | 8                  | 0         |

| Пол    | Укупно                    | Пољопривреда, лов и шумарство | Рибарство                            | Вађење руде и камена | Прерађивачка индустрија       |
| ------ | ------------------------- | ----------------------------- | ------------------------------------ | -------------------- | ----------------------------- |
| Мушки  | 114                       | 31                            | 0                                    | 0                    | 24                            |
| Женски | 90                        | 28                            | 0                                    | 0                    | 16                            |
| УКУПНО | 204                       | 59                            | 0                                    | 0                    | 40                            |
| Пол    | Производња и снабдевање   | Грађевинарство                | Трговина                             | Хотели и ресторани   | Саобраћај, складиштење и везе |
| Мушки  | 1                         | 4                             | 15                                   | 3                    | 6                             |
| Женски | 0                         | 0                             | 13                                   | 3                    | 2                             |
| УКУПНО | 1                         | 4                             | 28                                   | 6                    | 8                             |
| Пол    | Финансијско посредовање   | Некретнине                    | Државна управа и одбрана             | Образовање           | Здравствени и социјални рад   |
| Мушки  | 0                         | 1                             | 8                                    | 9                    | 8                             |
| Женски | 0                         | 2                             | 2                                    | 8                    | 14                            |
| УКУПНО | 0                         | 3                             | 10                                   | 17                   | 22                            |
| Пол    | Остале услужне активности | Приватна домаћинства          | Екстериторијалне организације и тела | Непознато            | Непознато                     |
| Мушки  | 3                         | 0                             | 0                                    | 1                    | 1                             |
| Женски | 2                         | 0                             | 0                                    | 0                    | 0                             |
| УКУПНО | 5                         | 0                             | 0                                    | 1                    | 1                             |